# Primaires présidentielles du Parti démocrate américain de 1992
Les primaires présidentielles du Parti démocrate américain de 1992 sont le processus par lequel les sympathisants et les membres du Parti démocrate désignent leur candidat à l'élection présidentielle de 1992 face au président républicain George H. W. Bush, candidat à un second mandat. Elles commencent par le caucus de l'Iowa le 10 février et se terminent par la primaire du Dakota du Nord le 9 juin.
À l'issue d'une série de primaires et de caucuses dans les différents États et territoires des États-Unis, le Gouverneur de l'Arkansas, Bill Clinton remporte la nomination au cours de la convention nationale démocrate qui eut lieu du 13 au 16 juillet 1992 à New York.
Aux côtés de son colistier Al Gore, sénateur du Tennessee, Bill Clinton remporte l'élection générale du 3 novembre contre le Président sortant républicain George H. W. Bush et le candidat indépendant Ross Perot.